# 熱手謬誤
熱手謬誤，是一種機率謬誤，主張因为某件事發生了很多次，所以很可能再次發生。就像篮球比赛中有“热手”的运动员有更大的几率进球。但这实际上是一种错觉。故此用直觉代替理性分析的现象有个专属名称，即「热手效应」。

## 示例
例一
我連續三次下注都獲勝，現在手氣正旺，下次應該增加賭注。
實際上，每一局都是一獨立事件，前面勝出多少局並不影響下一局的機率，除非有特殊規則。
例二
阿強連續投三次三分球都進，他現在手正熱，接下來一定會繼續進球。
同樣，每次投球也屬獨立事件，並不影響下一次投球，唯一影響的只有運動員的心理。

## 外部連結
- The Hot Hand in Basketball: Fallacy or Adaptive Thinking? - B.D. Burns （页面存档备份，存于）
- The Hot Hand Fallacy: Taxonomy of the Logical Fallacies （页面存档备份，存于）